# Santahamina

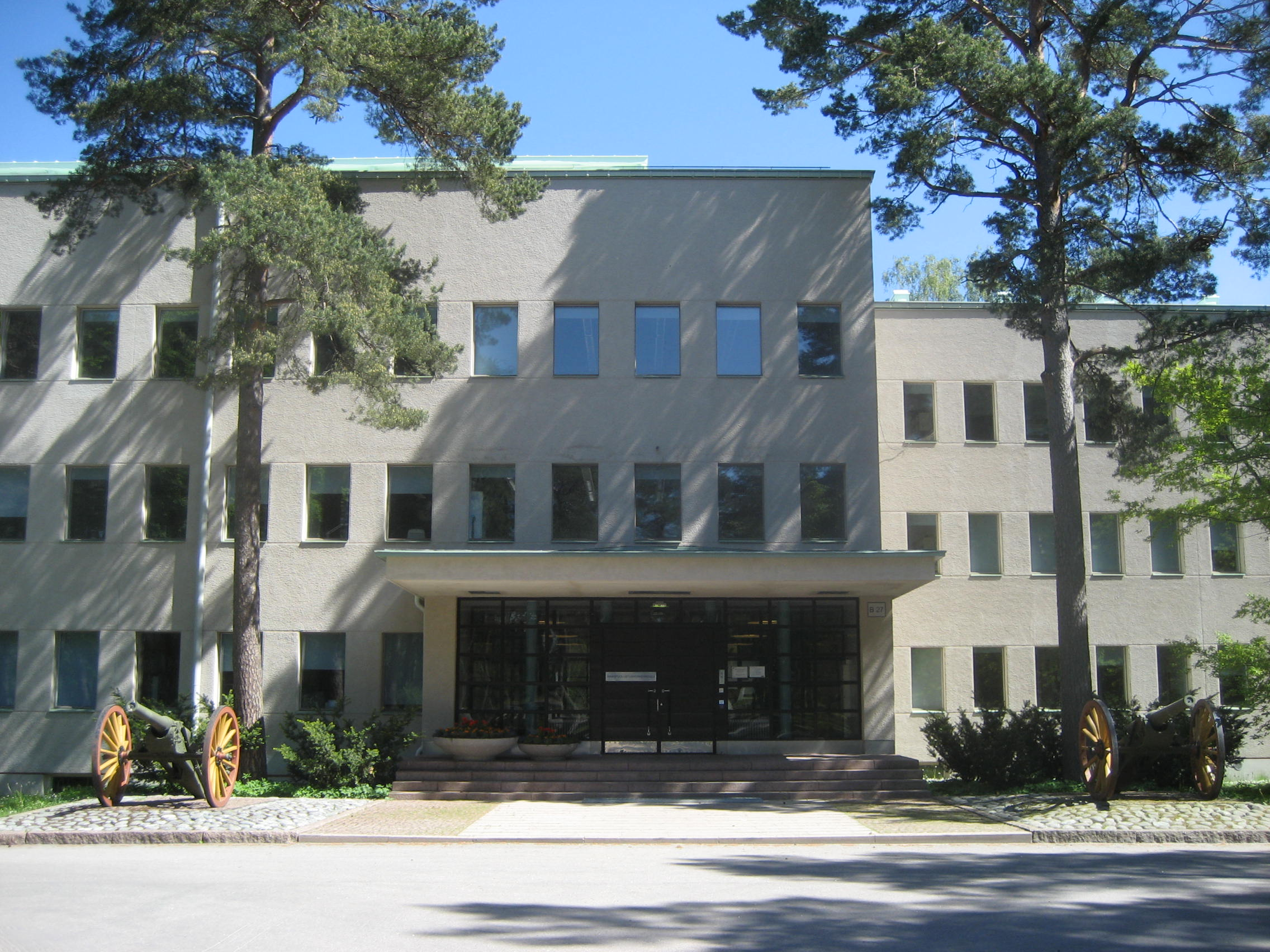
La grande école de la défense nationale finlandaise.

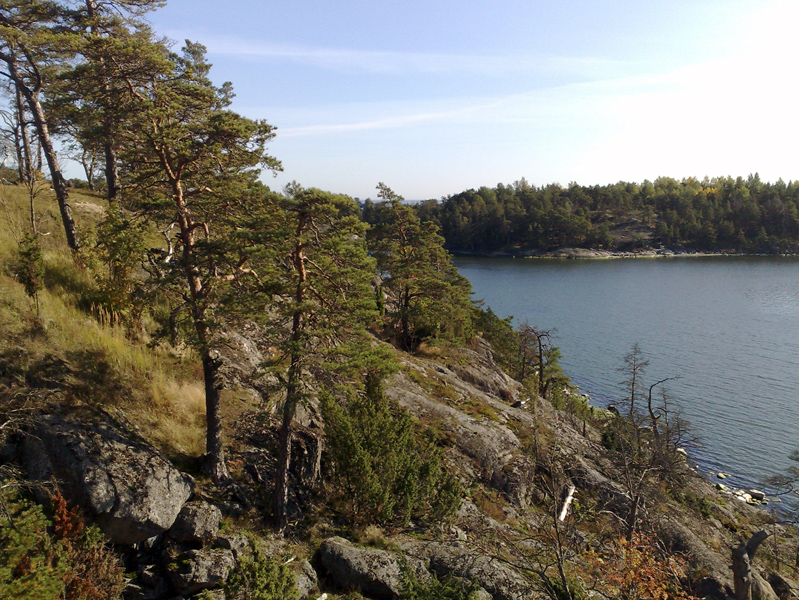
La côte sud-ouest de Santahamina

Santahamina (suédois : Sandhamn) est une île et un quartier d'Helsinki à 12 km au sud-est du centre d'Helsinki en Finlande. Santahamina compte 409 habitants permanents au 1er janvier 2008
C'est une base militaire qui héberge la Grande école de la défense nationale finlandaise (en finnois : Maanpuolustuskorkeakoulu), un Régiment de  Chasseurs à pied (en finnois : Kaartin Jääkärirykmentti)  et le Corps des cadets de Finlande.
La zone est donc d'accès très restreint.

## Historique
Émergée de la baltique voilà environ 4 500 ans, l'île est à l'époque Viking une escale maritime et un marché. Une population se fixe au XIIe siècle. La première trace écrite date de 1423, époque à laquelle le commandant du château de Viipuri le chevalier Krister Nilsson, écrit une lettre de Santahamina.
La mémoire historique de Santahamina est principalement une histoire guerrière. Des siècles passés on se souvient des nombreuses campagnes militaires menées par la Suède, la Russie, l'Allemagne, l'Angleterre et la France qui sont passés par l'île pour défendre leurs intérêts. Au cours des siècles, Santahamina a été aussi importante dans l'histoire de la Finlande ; à deux reprises, elle en a été la capitale.
En 1548, le roi Gustave Ier Vasa cherche un endroit propice à la création d'une ville en remplacement de Turku. On pense d'abord à Santahamina. Le projet échoue à cause d'un hiver rigoureux, du manque d'accès terrestre et de l'opposition des paysans de la région de Uusimaa. Deux ans plus tard, on choisit un lieu à 6 km au nord de l'île, à l'embouchure de la rivière Vantaanjoki pour fonder la ville d'Helsinki.
En 1638, Per Brahe proposa au conseil d'état la fondation d'une ville à Santahamina qui était restée endormie pendant une centaine d'années. L'opposition des paysans fit échouer le projet. Helsingfors prit la place de Sandöö comme escale des marins au milieu du XVIIe siècle. Avec le déclin du commerce, l'île est pendant plus de cent ans un village de pêcheurs et de bateaux-pilotes.
Quand Helsinki a besoin de cimetières aux XVIIIe siècle et XIXe siècle, on enterre des milliers de morts de la peste et du choléra à Santahamina. Au début de la Guerre russo-suédoise de 1741-1743, les russes installent des batteries de canons sur l’île Lehmäsaari de Santahamina.
En mars 1808 durant la Guerre de Finlande, deux compagnies russes occupent l'île. Dans la partie occidentale de l’île, on construit une batterie de mortiers et de canons. On les utilise pour tirer entre autres sur Viapori. Santahamina sert à la garnison russe en particulier comme zone d'entrainement pour l’artillerie et les forces d'infanteries basées à Viapori.
À la fin des années 1820, on construit la première caserne et la première briqueterie
sur la partie sableuse au nord de la partie qui s'appellera plus tard Sahara. En 1832, on construit un terrain de tir d'artillerie qui fonctionnera durant presque tout le XIXe siècle.
L’île est fortifiée pendant la guerre de Crimée et est affectée à l'artillerie avec douze batteries, servies par 1100 artilleurs dont 700 Finlandais. La plus grande partie des zones d'artillerie est conservée et classée comme monument historique.
La période la plus sombre et vécue avec le plus d'amertume est probablement celle qui suit la Guerre civile finlandaise, pendant laquelle Santahamina sert de camp de prisonniers et de cimetière. Ces cimetières servent à enterrer les morts des camps de Helsinki et en particulier ceux de Suomenlinna. Les recherches récentes montrent qu'environ 1 500 morts des camps de Helsinki sont enterrés sur l’île.
Pendant toute la période d'indépendance de la Finlande, Santahamina est une zone militaire. En particulier pendant la [Guerre de continuation], elle sert de base de protection antiaérienne et sauve la capitale d'une destruction totale. La nature et rôle de Santahamina comme zone militaire apparaissent à plusieurs reprises pendant la Guerre froide : par exemple pendant l'Invasion soviétique de la Tchécoslovaquie les forces finlandaises se préparèrent à protéger la neutralité de la capitale entre autres à partir de Santahamina.

### Histoire des noms de l'île
L'histoire des noms de l'île de 1400 à nos jours reflète l'influence des populations sur Santahamina.
Les noms successifs:

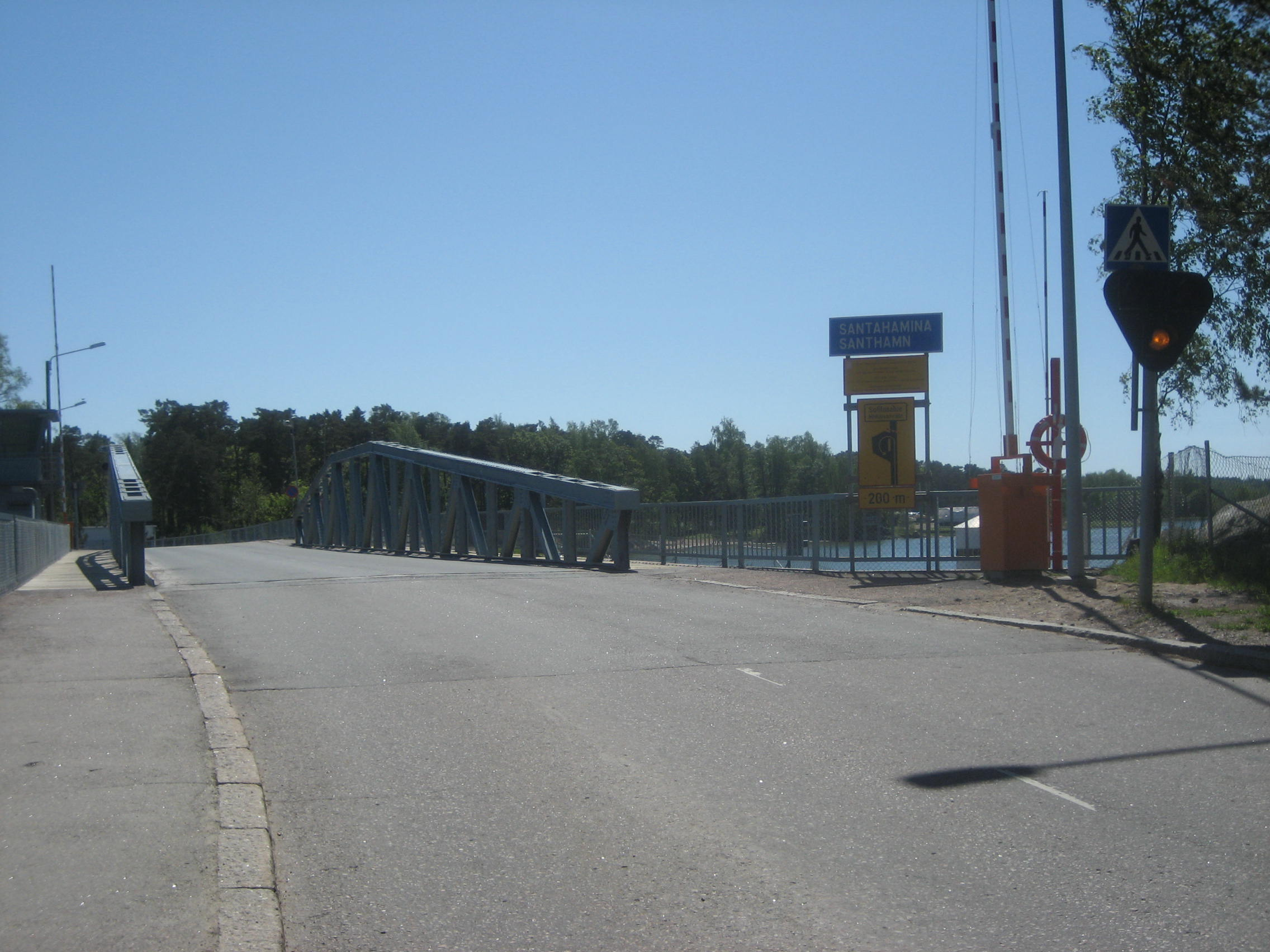
Le pont de Hevossalmi

| - Santhavne (1423) - Santhaven (1429) - Sandhaffn (1431) - Sandhamffn (1509) - ssant hauwen (1530) - Sandhampn (1548) - Sandhammer (-1550) - Sandhamn (1571) - Sandhampnby (1593) - Santam (1592) - Sandöö (1650) | - Sandholm (1690) - Sandhams Landet (1749) - Sandhamns ö (1749) - Ostrov Lagernyi (1808-1890) - Ostrov Sandam (1890-1917) - Sandhamn (1900-l) - Santasatama (1900 vers) - Santahamina (1918) - Sandham (1920) - Sandhamns Ö (1921) - Santahamina – Sandhamn (nom officiel à partir de 1946) |  |

Presque tous les noms soulignent le sol sableux de l'île ou font référence à un ou plusieurs ports. Le nom a de façon évidente signifié Ile où se situe le village de Santahamina.

## Transports en commun
L'île est accessible par bus :
| Ligne | Trajet                                  |
| ----- | --------------------------------------- |
| 86    | Herttoniemi (Métro) - Santahamina       |
| 86B   | Herttoniemi (Métro) - Santahamina       |
| 86N   | Rautatientori - Kulosaari - Santahamina |